# Norman Saunders (homme politique)
Pour les articles homonymes, voir Norman Saunders.
Norman Benjamin Saunders. Sr. (né en 1943) est un ancien homme politique des Îles Turques-et-Caïques. Il a servi en tant que Premier ministre des Îles Turques-et-Caïques, jusqu'en mars 1985, date à laquelle il a été arrêté à Miami. En juillet 1985, il a été condamné à huit ans de prison sur des accusations de complot relatif à un trafic de drogue.

## Biographie

### Premières années
Norman Benjamin Saunders a fait ses études primaires et secondaires dans son pays et obtient son diplôme du secondaire en 1960. Il a été employé par la Turks Island Salt Company comme commis de bureau de 1961 à 1964 et suit en même temps des cours de correspondance en comptabilité. De 1964 à 1974, Saunders est employé par The Caicos Company comme comptable et devient directeur général adjoint. Au cours de cette période, il suti des cours de comptabilité au Rapid Results College et se prépare aux examens professionnels de l’ACCA (en), mais sa participation à la politique et aux affaires lui font abandonner sa carrière comptable.

### Carrière politique
Saunders est élu député de South Caicos en 1967. En 1976, il participe à la fondation du Parti national progressiste. Le PNP remporte les élections de 1980 (en) et Norman Saunders devient le troisième Ministre en chef des Îles Turques-et-Caïques. Il remporte les élections législatives de 1984 (en) et continue comme chef du gouvernement.

### Condamnation pour complot
Saunders est arrêté le 28 mars 1985 ainsi que le ministre du Développement et du commerce Stafford Missick. Saunders est accusé par la Drug Enforcement Administration d'avoir accepté 30 000 $ auprès des agents en infiltration pour assurer le libre passage de médicaments en permettant le ravitaillement en escale sécurisé des vols de drogue de la Colombie aux États-Unis. Une vidéo montre que Saunders a accepté 20 000 $ auprès d'un agent. Saunders est condamné en juillet 1985 pour complot, mais est acquitté de l'accusation de complot pour importation de stupéfiants aux États-Unis (pour laquelle Missick a également été acquitté). Il est condamné à huit ans de prison et à une amende de 50 000 $.

### Retour à la vie politique
En janvier 1995 il est élu au Parlement par seulement six voix. Son ancien parti, le Progressive National Party, l'avait désavoué, l'obligeant à se présenter comme indépendant. Lors des élections de 1999, il est de nouveau élu sous l'étiquette du PNP et resté représentant de sa circonscription de South Caïque jusqu'aux élections de 2016.